# Papa Inocențiu al V-lea
Papa Inocențiu al V-lea  (nume burghez: Pierre de Tarentaise, (n. anii 1220, Champagny, Auvergne-Rhône-Alpes, Franța – d. 22 iunie 1276, Roma, Statele Papale) a fost  timp de câteva luni  papă al Romei (1276). A fost cunoscut  ca "Doctor famosissimus".
Încă din 1264 era provincialul Ordinii Sfântului Dominic. În 1272 a fost ales arhiepiscop de Lyon iar în 1273 episcopul-cardinal de Ostia.
A fost ales papă pe data de 21 ianuarie 1276, doar cu o zi după începutul conclavei. Aceasta se întrunise pentru prima oară după regulile severe impuse de predecesorul lui Grigore al X-lea. Cardinalilor nu le mai era permis să iasă din clădire înaintea alegerii unui papă nou.
Inocențiu a fost primul papă din Ordinul Dominican. În pontificatul său foarte scurt a încercat pe prim plan  să unească din nou Biserica Catolică cu cea din Răsărit.
În 1898 papa Leon al XIII-lea l-a beatificat pe Inocențiu al V-lea. Ziua lui în calendarul catolic este data morții sale, 22 iunie.
Opere:
In quattuor libros sententiarum commentaria. 4 vol. Toulouse 1652
Literatură:
Beatus Innocentius PP.V. (Petrus de Tarentaise OP). Studia et documenta. Roma 1943
I.-M. Vosté: Beatus Petrus de Tarentasia in epistulam ad Hebraeos, în: Divus Thomas (Piacenza) III/20, 3-28
Linkuri:
Alegera lui Inocențiu pe "Vatikanhistory.de"
Kristina Lohrmann: Innozenz V. În: Biographisch-Bibliographisches Kirchenlexikon (BBKL), vol. 2, Hamm 1990, ISBN 3-88309-032-8, col. 1289-1290
Pope Bl. Innocent V. Catholic Encyclopedia
1. ↑  Find a Grave, accesat în 30 august 2019
2. ↑  BeWeB, accesat în 14 februarie 2021
3. ↑  Catholic-Hierarchy.org, accesat în 17 octombrie 2020